# Zacatla, Tlaquilpa
Zacatla är en ort i Mexiko.   Den ligger i kommunen Tlaquilpa och delstaten Veracruz, i den sydöstra delen av landet, 230 km öster om huvudstaden Mexico City. Zacatla ligger 2 235 meter över havet och antalet invånare är 190.
Terrängen runt Zacatla är lite bergig, och sluttar österut. Runt Zacatla är det ganska tätbefolkat, med 93 invånare per kvadratkilometer. Närmaste större samhälle är Xoxocotla, 5,6 km nordväst om Zacatla. Omgivningarna runt Zacatla är en mosaik av jordbruksmark och naturlig växtlighet.